# 大缀壳螺
大缀壳螺（学名：Stellaria gigantea）是缀壳螺科扶轮螺属的一种。

## 分佈
主要分布于台湾，常栖息在深海。